# Cuipán
Cuipán är en ort i Argentina.   Den ligger i provinsen La Rioja, i den norra delen av landet, 1 100 km nordväst om huvudstaden Buenos Aires. Cuipán ligger 1 067 meter över havet och antalet invånare är 3 918.
Terrängen runt Cuipán är varierad. Cuipán är det största samhället i trakten.
Omgivningarna runt Cuipán är i huvudsak ett öppet busklandskap. Runt Cuipán är det mycket glesbefolkat, med 3 invånare per kvadratkilometer.